# Dorfkirche Darß

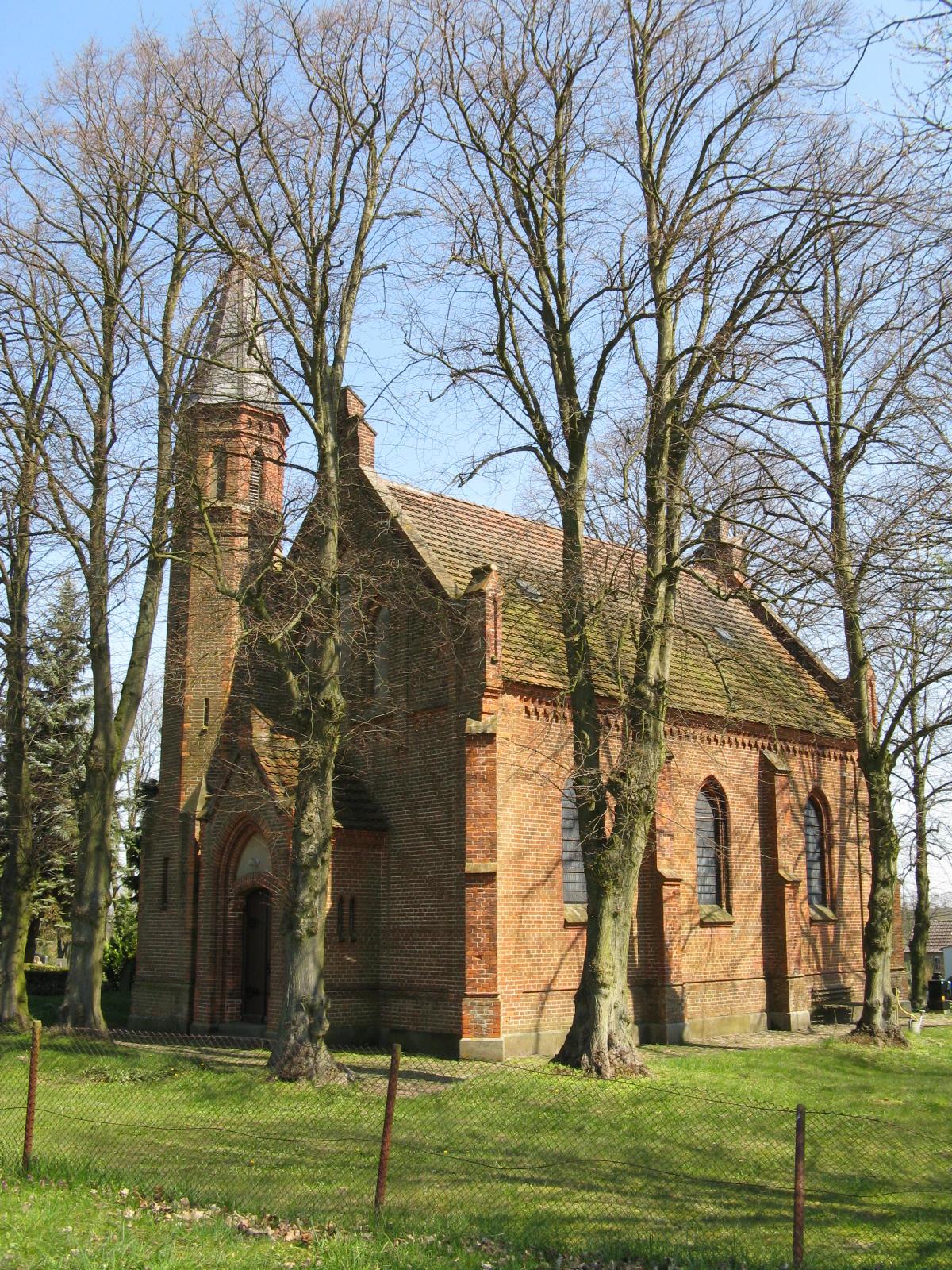
Kirche zu Darß

Die Dorfkirche Darß steht im Ortsteil Darß der Gemeinde Gehlsbach im Landkreis Ludwigslust-Parchim in Mecklenburg-Vorpommern (Deutschland). Sie gehört zur Kirchengemeinde Gnevsdorf-Karbow der Propstei Parchim im Kirchenkreis Mecklenburg der Evangelisch-Lutherischen Kirche in Norddeutschland (Nordkirche).

## Geschichte und Baubeschreibung
Der heutige neugotische Backsteinbau mit polygonaler Apsis im Chor und achtseitigem Fialturm an der Nordwestecke wurde 1886 errichtet. Er ersetzte eine Kapelle, die ursprünglich Filialkirche der Kirche Karbow war. Vom 13. bis zum 16. Jahrhundert gehörte das Dorf Darß zum benachbarten Kloster Marienfließ in der Prignitz. Die gesamte Inneneinrichtung, wie Altar, Kanzel, Taufe und Orgel, stammt aus der Zeit der Errichtung. Im Turm gibt es vier bemalte Fensterscheiben der Vorgängerkirche. Auf den Scheiben ist die Jahreszahl 1652 und die Inschriften JOCHIM SLEDE, CATRINA DARNS, MARGARETA BRACKEN und JOCHIM DARN. Im Turm hängt eine Glocke von 1671 mit der Inschrift GOTT ZU LOB LIESSEN GIESSEN DIESE GLOCKE DIE GEMEINDE DARS BEI ZEITEN CHRISTIAN FANTERI PAST • VND CHRISTOFFER GANZLINS . JOACHIM MEHLER ME FECIT 1671.